# Tournoi Hassan II de football 1996
Le Tournoi Hassan II de football 1996 était la première édition du Tournoi Hassan II, une compétition internationale et amicale. Ce tournoi se déroula le 11 et 12 décembre 1996, à Casablanca, au Maroc, au Stade Mohammed V. Les nations participantes sont deux nations africaines (le Maroc et le Nigeria) et deux nations européennes (la Croatie et la République tchèque). Ce tournoi est sous la forme de coupe, en 4 matchs (demi-finales, match pour la 3e place et la finale).

## Les participants
- Maroc (pays hôte)
- Nigeria
- Croatie
- Tchéquie

## Tableau
|  | Demi-finales             | Demi-finales             |                        |       | Finale                   | Finale                   |
|  | Demi-finales             | Demi-finales             |                        |       | Finale                   | Finale                   |
|  |                          |                          |                        |       |                          |                          |
|  | 11 décembre / Casablanca | 11 décembre / Casablanca |                        |       | 12 décembre / Casablanca | 12 décembre / Casablanca |
|  | 11 décembre / Casablanca | 11 décembre / Casablanca |                        |       | 12 décembre / Casablanca | 12 décembre / Casablanca |
|  | Maroc                    | 2 (6)                    |                        |       | 12 décembre / Casablanca | 12 décembre / Casablanca |
|  | Maroc                    | 2 (6)                    |                        |       | 12 décembre / Casablanca | 12 décembre / Casablanca |
|  | Croatie t. a. b.         | 2 (7)                    |                        |       | 12 décembre / Casablanca | 12 décembre / Casablanca |
|  | Croatie t. a. b.         | 2 (7)                    | Croatie t. a. b.       | 1 (4) |                          |                          |
|  | 11 décembre / Casablanca |                          | Croatie t. a. b.       | 1 (4) |                          |                          |
|  |                          | Tchéquie                 | 1 (1)                  |       |                          |                          |
|  | Tchéquie                 | Tchéquie                 | 1 (1)                  | 2     |                          |                          |
|  | Tchéquie                 |                          |                        | 2     |                          |                          |
|  | Nigeria                  | 1                        |                        |       |                          |                          |
|  | Nigeria                  | 1                        | Match pour la 3e place |       |                          |                          |
|  |                          |                          |                        |       |                          |                          |
|  | 12 décembre / Casablanca |                          |                        |       |                          |                          |
|  |                          |                          |                        |       |                          |                          |
|  | Maroc                    | 2                        |                        |       |                          |                          |
|  | Maroc                    | 2                        |                        |       |                          |                          |
|  | Nigeria                  | 0                        |                        |       |                          |                          |
|  | Nigeria                  | 0                        |                        |       |                          |                          |

## Demi-finales
| 11 décembre 1996          | Maroc                                                                                       | 2 - 2 a.p.        | Croatie                                                                                | Stade Mohammed V, Casablanca                                   |                                                                |
| Historique des rencontres | Bassir 22e · Bouyboud 40e · Bahja 72e                                                       |                   | 14e 15e Vlaović · 40e Asanović · 70e Prosinečki                                        | Spectateurs : 80 000 Arbitrage : Abdulhamid Redwan Abdulkareem | Spectateurs : 80 000 Arbitrage : Abdulhamid Redwan Abdulkareem |
| Historique des rencontres | (Rapport)                                                                                   |                   |                                                                                        | Spectateurs : 80 000 Arbitrage : Abdulhamid Redwan Abdulkareem | Spectateurs : 80 000 Arbitrage : Abdulhamid Redwan Abdulkareem |
| Historique des rencontres | Khalif · Raghib · Ouakili · El Khalej · Bahja · Naybet · Hadji · Azzouzi · Rossi · El Brazi | Tirs au but 6 - 7 | Špehar · Pamić · Mamić · Soldo · Ladić · Kovač · Jurčević · Pavličić · Jerkan · Špehar | Spectateurs : 80 000 Arbitrage : Abdulhamid Redwan Abdulkareem | Spectateurs : 80 000 Arbitrage : Abdulhamid Redwan Abdulkareem |

| 11 décembre 1996          | Tchéquie              | 2 - 1 | Nigeria            | Stade Mohammed V, Casablanca                                   |                                                                |
| Historique des rencontres | Drulák 9e · Hašek 79e |       | 87e (pen.) Oparaku | Spectateurs : 80 000 Arbitrage : Abdulhamid Redwan Abdulkareem | Spectateurs : 80 000 Arbitrage : Abdulhamid Redwan Abdulkareem |

## Match pour la troisième place
| 12 décembre 1996          | Maroc                    | 2 - 0 | Nigeria | Stade Mohammed V, Casablanca                  |                                               |
| Historique des rencontres | Bassir 49e · Jrindou 90e |       |         | Spectateurs : 75 000 Arbitrage : Falla N'Doye | Spectateurs : 75 000 Arbitrage : Falla N'Doye |

## Finale
| 12 décembre 1996          | Croatie                                 | 1 - 1 a.p.        | Tchéquie               | Stade Mohammed V, Casablanca                  |                                               |
| Historique des rencontres | Pralija 29e                             |                   | 4e Drulák              | Spectateurs : 20 000 Arbitrage : Said Belqola | Spectateurs : 20 000 Arbitrage : Said Belqola |
| Historique des rencontres | (Rapport)                               |                   |                        | Spectateurs : 20 000 Arbitrage : Said Belqola | Spectateurs : 20 000 Arbitrage : Said Belqola |
| Historique des rencontres | Prosinečki · Asanović · Jarni · Vlaović | Tirs au but 4 - 1 | Drulák · Čižek · Bejbl | Spectateurs : 20 000 Arbitrage : Said Belqola | Spectateurs : 20 000 Arbitrage : Said Belqola |

## Les joueurs vainqueurs
Dražen Ladić, Nikola Jurčević, Robert Jarni, Zoran Mamić, Igor Štimac, Niko Kovač, Nikola Jerkan, Zvonimir Soldo, Dario Šimić, Dubravko Pavličić, Robert Prosinečki, Igor Cvitanović, Igor Pamić, Aljoša Asanović, Goran Vlaović, Robert Špehar, Nenad Pralija

## Buteurs

### 2 buts
- Salaheddine Bassir
- Radek Drulák
- Goran Vlaović

### 1 but
- Ahmed Bahja
- Abdellatif Jrindou
- Martin Hašek
- Mobi Oparaku
- Nenad Pralija